# Bohtan
Bohtan (anche Buhtan, Bokhti) era un principato curdo medievale nell'Impero ottomano centrato sulla città di Jazirah ibn 'Omar (l'odierna Cizre conosciuta anche come Cizîra Botan (Jazira Botan) nell'Anatolia sud-orientale. I bohtan erano un importante ramo antico dei curdi in cui si affermava che discendessero dal generale islamico e sahaba Khalid ibn al-Walid. Nel XIV secolo la religione ufficiale del principato era lo yazidismo; sebbene alla fine i governanti si convertirono all'Islam, Bohtan rimase ancora la terza grande enclave yazida dopo Shekhan e Sinjar fino al XIX secolo.

## Storia
All'inizio dell'VIII secolo, i curdi Bukhti e Bajnawi governavano l'area intorno ai monti Sinjar e Jazira conosciuti con il nome di Zozan dai geografi arabi. Il geografo Yaqoot Hamawi descrive la loro area di residenza da Ikhlat a Salmas che comprendeva molte roccaforti appartenenti ai Bokhti; menzionò anche la città di Jardhakil come loro capitale. Il principato governava un'area che si estendeva al suo apice da Diyarbakir a Van e da Rawanduz a Sinjar. I primi governatori di Bohtan provenivano dalla famiglia Azizan, che originariamente seguiva lo yazidismo e che successivamente si convertì all'Islam sunnita. Essa era imparentata con i governatori del Principato di Bitlis. In seguito al loro ruolo nella sconfitta ottomana dei Safavidi nella battaglia di Cialdiran nel 1514, ottenne lo status di hükümet e divenne un principato curdo ereditario all'interno dell'Impero ottomano.
Un importante governatore del Bohtan fu Bedir Khan Bey, che successe a Mir Seyfeddin. Bedir Khan Bey fu Mîr del principato tra il 1821 e il 1847. Riformò le forze militari stabilendo una forza d'élite consistente con i membri delle diverse tribù all'interno dell'emirato che portò maggiore sicurezza a Bohtan. Secondo i diplomatici europei nella regione, il sovrano verificò persino se il capo regionale fosse abbastanza attento. Avrebbe tentato di razziare una tribù nella notte e, se ci fosse riuscito, avrebbe punito il capo tribù nel territorio in cui la rapina avrebbe avuto successo. Avrebbe poi restituito ciò che aveva derubato la sera prima. Lo standard di sicurezza a Bohtan era tale da incoraggiare la popolazione delle province vicine a trasferirsi nel territorio sotto il controllo di Bedir Khan. Ciò portò all'opposizione del vali ottomano di Mosul, che chiese la fine dell'emigrazione degli abitanti dal vilayet di Mosul in Bohtan. Successivamente, Bedir Khan espulse 2000 immigrati che si erano stabiliti a Bohtan durante il Governatorato di Mehmet Pasha a Mosul, ma che in seguito tornarono dopo quattro anni. La ripresa dell'emigrazione portò il Vali di Mosul Mehmet Şerif Pasha a presentare un rapporto contro Bedir Khan, che nel 1847 dovette accettare di porre fine all'immigrazione straniera a Bohtan. Bedir Khan Bey si dimise dopo una rivolta senza successo contro l'Impero ottomano e, in seguito, Bohtan perse la sua indipendenza.